# Akara paskowana
Akara paskowana, akarka paskowana, akarka pręgowana, akara prążkowana (Nannacara anomala) – endemiczny gatunek słodkowodnej ryby z rodziny pielęgnicowatych (Cichlidae). Ryba hodowana w akwariach. W hodowli akwaryjnej w Europie pojawiła się w okresie międzywojennym, w roku 1934. 

## Występowanie
Występuje w północnej części Ameryki Południowej (zachodnia Gujana od rzeki Aruka oraz w Surinamie po dolny bieg rzeki Maroni). Zamieszkuje przybrzeżne wody gęsto zarośnięte i bogate w tlen, groty i inne kryjówki z korzeni lub kamieni.

## Dymorfizm płciowy
Ryby poza okresem godowym są spokojne i łatwe w hodowli. Samiec dorasta do ok. 8 cm, samica mniejsza, do 5 cm długości. Gatunek ten ma małą i zaokrągloną głowę, oczy są duże w kolorze  złocistym.
Ubarwienie samca jest oliwkowozielone z metalicznym połyskiem. Grzbiet w kolorze brunatno-zielonym. Na boku ciała po obu stronach występują szeregi trójkątnych brązowych plamek. Charakterystyczne dla samców są wydłużone, ostro zakończone płetwy grzbietowa i odbytowa. Płetwy te są w  kolorze błękitnym. Na płetwie grzbietowej występują plamki, jej górna część jest obrzeżona w biało-pomarańczowe pasemka z dodatkową brązową obwódką. Płetwy piersiowe oraz brzuszne są bardziej jasnoniebieskie. Na płetwach odbytowej i ogonowej występuje fioletowe obrzeże.
Samica jest mniejsza i mniej ubarwiona. Kolor szarożółty z dwoma ciemnymi pasami na bokach, które wraz z wiekiem zmieniają się w okresie tarła w czarną kratę. W okresie godowym barwa głowy i podgardla ciemnieje.

## Warunki hodowlane

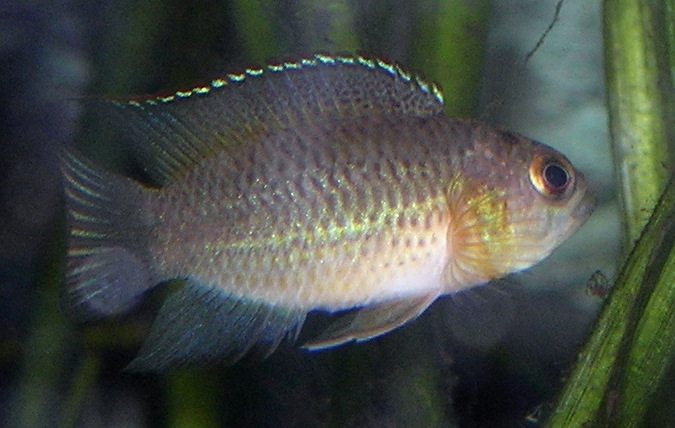
Młody osobnik

Zamieszkuje strefę przydenną i środkową w akwarium. Zbiornik powinien być gęsto zarośnięty roślinami o dnie z piasku lub drobnego żwirku, z kryjówkami i miejscami do tarła. W większych zbiornikach możliwe jest trzymanie samca z kilkoma samicami. 
| Zalecane warunki w akwarium | Zalecane warunki w akwarium   |
| --------------------------- | ----------------------------- |
| Zbiornik                    | średni (min. 50 l)            |
| Temperatura wody            | 24–26 (maks. do 29) °C        |
| Twardość wody               | miękka do średniej (do 12 °n) |
| Skala pH                    | 6,5–7,5                       |
| pokarm                      | żywy, suchy, mrożony          |

## Obsada roślinna[12]
Ryba ta lubi przebywać w akwarium gęsto porośniętym roślinnością z rodzajów (w nawiasie podano przykładowe gatunki):
- Vallisneria (nurzaniec olbrzymi, nurzaniec czerwony)
- Echinodorus (żabienica amazońska, żabienica Blehera, żabienica sercolistna, żabienica szerokolistna, żabienica Ozyrysa, żabienica delikatna)
- Sagittaria (strzałka Eatona, strzałka szerokolistna, strzałka pływająca, strzałka okrągłolistna)
- Microsorium (mikrozorium oskrzydlone)
- Hygrophila (nadwódka wielonasienna, nadwódka szerokolistna)
- kryptokoryna (zwartka): (kryptokoryna Becketta, kryptokoryna orzęsiona, kryptokoryna sercowata, kryptokoryna karłowata, kryptokoryna Nevilla, kryptokoryna drobna, kryptokoryna wąskolistna, kryptokoryna Wendta)
- Ceratopteris (różdżyca rutewkowata)

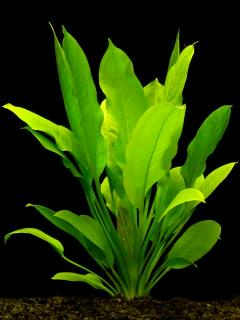
Żabienica Blehera
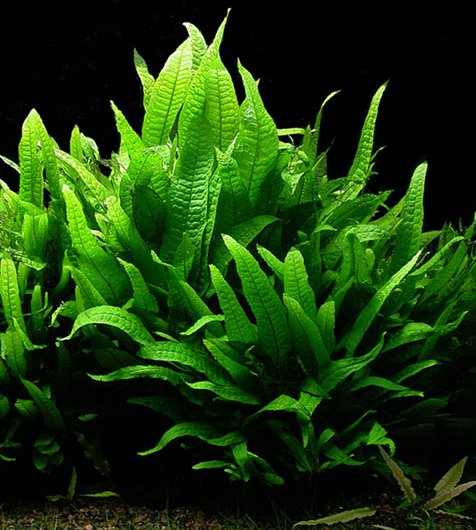
Mikrozorium oskrzydlone
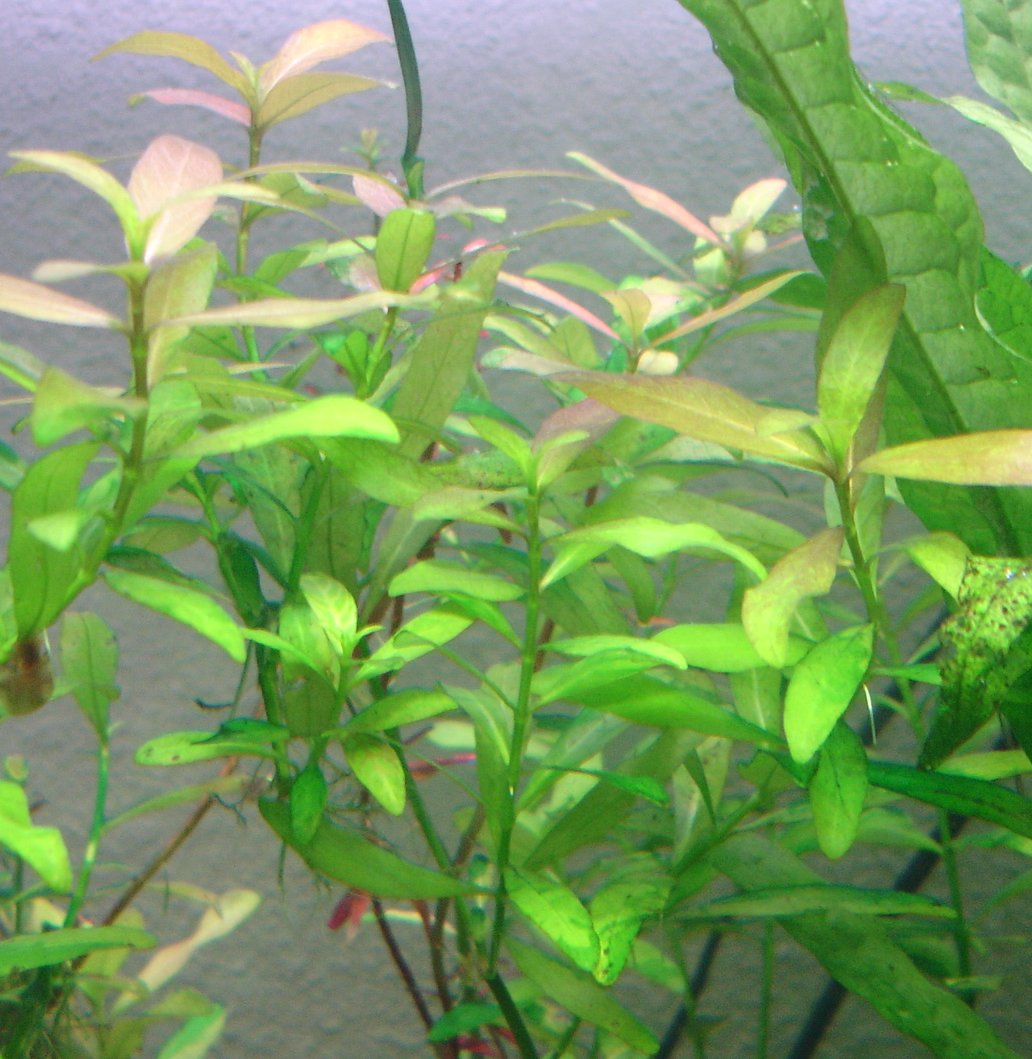
Nadwódka wielonasienna
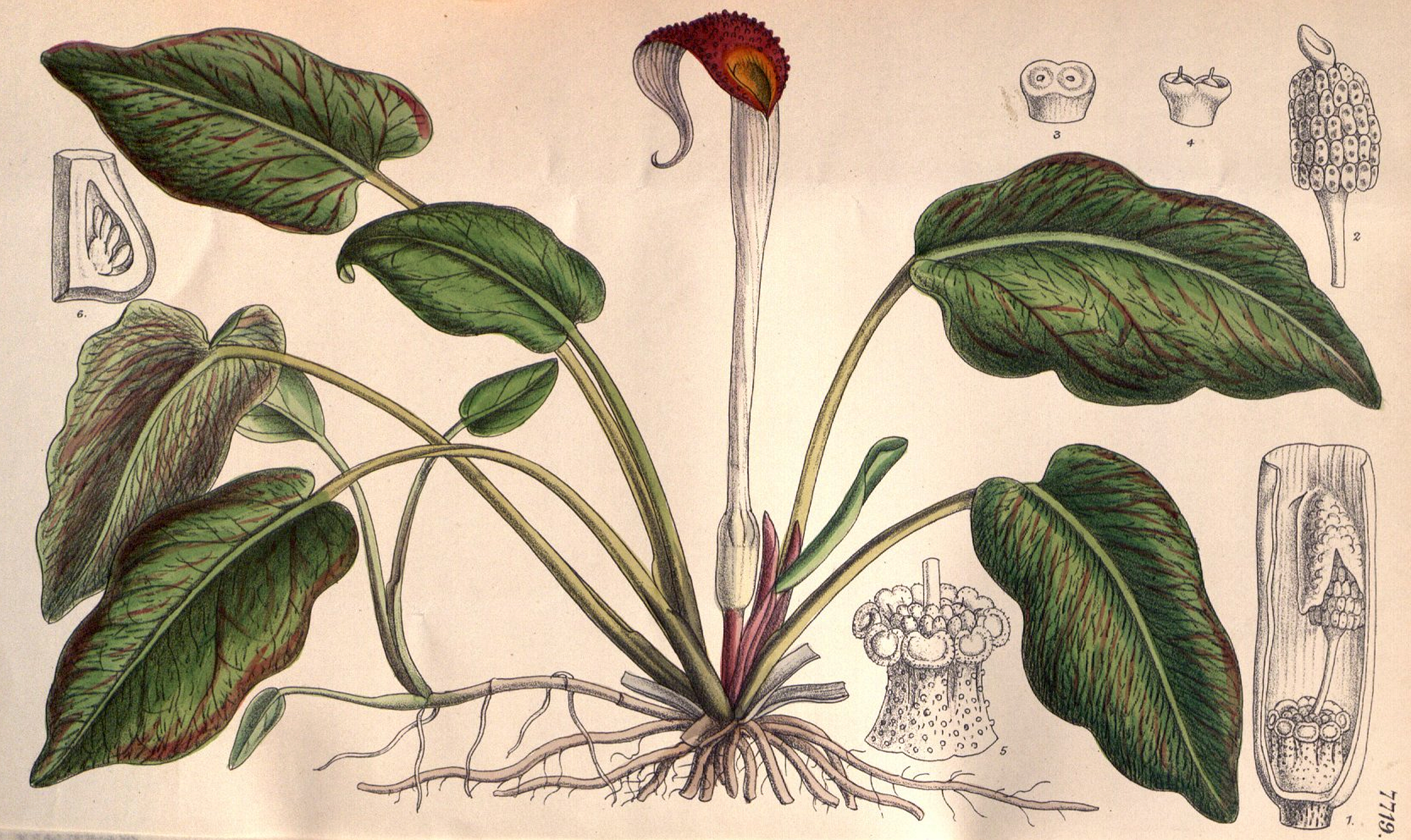
Kryptokoryna Griffitha
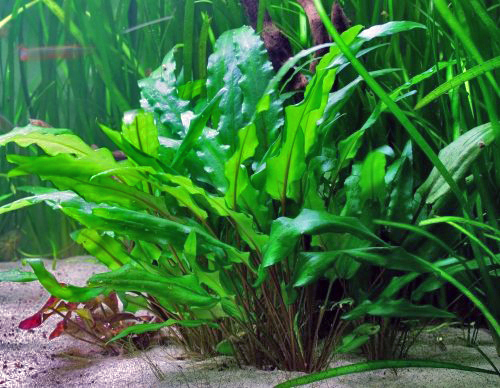
Kryptokoryna Wendta

## Pokarm
W naturalnym siedlisku, gdzie występuje, jednym z głównych pokarmów są larwy komara brzęczącego (Culex pipiens). W hodowli przyjmuje różnorodny pokarm najlepiej pochodzenia zwierzęcego: skrobane mięso, tubifex (rureczniki), rozwielitki, larwy komarów i oczliki. 

## Rozmnażanie
Oznaką dobrania się pary jest czyszczenie przez samca miejsca dla odbycia tarła i złożenia ikry. Tarło odbywa się nad płaskim kamieniem, we wnęce doniczki lub w zacisznym i ustronnym miejscu, w temperaturze wyższej o 2–3 stopnie od tej, w której przebywały. Rozpoczyna się przyjmowaniem postawy imponującej. Samica składa do 300 sztuk ikry. Po złożeniu jaj obowiązki opieki nad ikrą przejmuje samica. Staje się ona bardzo agresywna w stosunku do innych ryb, jak i do samca, z którym odbyła tarło. Broniąc dostępu do ikry potrafi nawet doprowadzić samca do śmierci. W razie potrzeby atakuje nawet ryby większe od siebie. 
Wylęg następuje po 2–3 dniach. Po wydostaniu się larw z jajowych osłonek samica przekłada je do wcześniej przygotowanego dołka (jamy gniazdowej), gdzie przebywają kolejnych 4–5 dni. Pierwszym pokarmem narybku jest drobny plankton (larwy solowca i oczlika).